# لويزا كاهلر
لويزا كاهلر (بالألمانية: Luise Kähler)‏ (86) (12 يناير 1869- 22 سبتمبر 1955) هي اشتراكية وزعيمة الاتحاد العمال وسياسية ألمانية. وتُعد إحدى قلائل رؤساء الاتحاد النسوية التي شغلت منصبًا بارزًا من خلال الاتحاد العمال الألمانية أثناء النصف الأول من القرن العشرين. وكانت عضوًا لدى برلمان مملكة بروسيا (Prussian Landtag) من 1923 حتى 1933. كما عارضت النازية، ووقفت نشاطها أثناء فترة حكم هتلر عام 1933. بعد انتهاء الحرب، كانت عضوة مؤسسة لحزب الوحدة الاشتراكية الألماني، الحزب الحاكم في جمهورية ألمانيا الديمقراطية (ألمانيا الشرقية سابقًا).

## السيرة الذاتية
ولدت لويزا غيرنث في برلين، مملكة بروسيا في عام 1869. وكانت ابنة سائق أجرة من أصول منطقة سيليزيا وحصلت على قليل من التعليم الرسمي حتى المرحلة الابتدائية. عملت كعاملة منزلية في برلين عام 1883. وتدربت على مهنة الخياطة قبل الانتقال إلى هامبورغ للعمل كعاملة خياطة في حوالي عام 1893. كما عملت على متن سفينة تجارية ألمانية خارج هامبورغ لمدة عامين اثنين منذ عام 1893 حتى 1895. وعقب عودتها إلى هامبورغ، تزوجت بأوغست كاهلر الرسام.

## عملها كناشطة
في عام 1902، انضمت لويزا لدى الحزب الديمقراطي الاجتماعي الألماني وأصبحت تدريجيًا أكثر دهاءًا في النشاط السياسي. وفي نوفمبر لعام 1906، صارت شريك مؤسس وأول رئيسة اتحاد أولي للنساء العاملات في المهن المنزلية في هامبورغ وتدافع عن أعضائها ضد استغلال المديرين الشركات الخاصة. وسرعان ما زاد أعضاء الاتحاد وخلال سنة ضموا ما يقرب من 480 عضو اقتضى ضمهم للكيان الوطني بحلول عام 1907. وعينت لويزا في وظيفة سكرتيرة لفرع هامبورغ بحكم الواقع في 1909 وخدمت في ذلك المكان حتى 1913. وكانت من القلائل من رؤساء اتحاد النسوية التي ضمت فيلهيلمن كاهلر (لا يوجد بينهما صلة قرابة) وأيما ليرير، وعقب وفاة أيما، أصبحت دون نزاع مشهورة أنذاك.
في 1913، أضحت مسئولة وطنية عن الاتحاد وتطلب ذلك الانتقال إلى مسقط رأسها في برلين. خلال الحرب العالمية الأولى دعمت سياسيو الحزب اليساري "SPD" الذي كان يضم كلارا زتكن وروزا لوكسمبورغ اللاتي رفضن سياسية الحزب التي تدعى "Burgfrieden" (وهي هدنة مع الحكومة بالحفاظ على الوعد بالامتناع عن أداء أي مظاهرات أثناء الحرب) وحضرت مؤتمر دولي للنساء الاشتراكيات ضد الحرب في برلين الذي أقمته كلارا زتكن في 1915. وعقب الحرب، شهدت ألمانيا ومدينة برلين فترة نزاع مدني سياسي المعروف بالثورة الألمانية من 1918 حتى 1919 في خلالها استبدلت الحكومة الامبريالية جمهورية فايمار. كانت لويزا شخصية قيادية كمسئولة عن الاتحاد ومدافعة عن المرأة وقادت الاتحاد خلال الأزمة التي افتعلها الاضطراب المدني.  واحتاجت الجمهورية الجديدة في ألمانيا إلى إصلاح قوانين الخدمات المنزلية وخاصة منذ اضطر العديد من العمال ترك وظائفهم بسبب سقوط جمهورية فايمار. واستمر العديد من الاتحادات الصغيرة من خلال عملية الدمج إلى الاتحادات الكبرى.
دعى رئيس الاتحاد فيرتز كاتر لويزا لدمج اتحادها في وسط اتحادات كبيرة ذات تأثير مثل الرابطة الحرة لاتحادات العمال الألمانية حيث احتلت منصبًا بارزًا قي التأسيس لجمعيات رعاية العمال. ثم بعد ذلك أصبحت عضوة ببرلمان مملكة بروسيا من 1923 حتى 1933 كمستشارة للأمور الاقتصادية. وكان ذلك أمرًا غير اعتياديًا أن تحتل امرأة منصبًا في فترة من 1920 حتى 1930 في حركة الاتحاد العمال الألمانية. وقد أصبحت لويزا أكثر امرأة من رؤساء اتحاد النقابات العمال شهرة في ألمانيا ومن خلالها مثلت الحركة في مؤتمر اتحاد العمال الدولي الذي عقد في باريس لعام 1927.
وعارضت الحركة النازية التي كانت في الحكومة تحت حكم أدولف هتلر منذ 1933. كمسئولة نقابية بارزة فقد همشتها وراقبتها السلطات أثناء فترة 1930 حتى الحرب العالمية الثانية. وكان هناك دليل بأنها تأمرت ضد السلطات، لكن مثل الاشتراكيين وقادة الآخرين، لم يتم استجوابها من قبل الحكومة. برغم ذلك، اضطرت أن توقف نشاطها مثل أكثرية الاتحادات الألمانية الذين أوقفوا ومنعوا.

## بعد سنوات الحرب
عقب نهاية الحرب العالمية الثانية، عادت مرة أخرى إلى نشاطها في حزب الديمقراطي الاجتماعي. برغم إنها كانت تعيش في برلين الغربية، إلا أنها شاركت في انتخابات غرفة الصناعات ببرلين في برلين الشرقية. وفي عام 1948 عينت كعضوة شرفية لدى الاتحاد الديمقراطي النسوي الألماني، وهو منظمة اجتماعية مركزها في الجزء الشرقي من ألمانيا. في 1949 انفصلت ألمانيا رسميًا وأصبحت لويزا العضو المؤسس لحزب الوحدة الاشتراكي الألماني وهو الحزب الحاكم في جمهورية ألمانيا الديمقراطية.
وكانت من ضمن أوائل الحاصلات على أعلى وسام مدني من جمهورية ألمانيا الديمقراطية، وسام كارل ماركس، التي حصلت عليه في عام 1953. وتوفيت لويزا كاهلر في برلين الشرقية في سبتمبر لعام 1955 .

## روابط خارجية
ملحوظة المترجم: هذه المراجع مكتوبة بالألمانية وتحتوي على مزيد من المعلومات الذاتية:
·       كتبت فيلهم هاينز شرودر سيرة ذاتية بعنوان (in Biographisches Lexikon der ÖTV und ihrer Vorläuferorganisationen)
·       مايرز نيو ليكسكون، الرابط بالألمانية (8 Bänden, Band 4, Seite 603; VEB Bibliographisches Institut Leipzig, 1962)